# اسکیپسی
اسکیپسی (به انگلیسی: Skipsea) یک روستا و محله مدنی در بریتانیا است که در East Riding of Yorkshire واقع شده‌است. اسکیپسی ۶۹۳ نفر جمعیت دارد.